# Jim Morahan
Michael James Morahan (* 26. Dezember 1902 in London, Vereinigtes Königreich; † Sommer 1976 in Sudbury) war ein britischer Filmarchitekt.

## Leben
Michael James Morahan, der ältere Bruder des Filmarchitekten Tom Morahan, hatte seine Berufsausbildung an der City & Guilds of London School of Arts erhalten und war 1933 zum Film gestoßen. Sein erster Arbeitgeber war die Produktionsfirma London Films. Bis 1945 blieb Morahan auf die Arbeit eines Architektenassistenten beschränkt.
Ab Ende des Zweiten Weltkriegs war Morahan an zahlreichen Spitzenproduktionen der Ealing Studios beteiligt, darunter das historische Melodram Königsliebe, die Expeditions-Biografie Scotts letzte Fahrt sowie die Komödienklassiker Das Whisky-Schiff, Der Mann im weißen Anzug, Oller Kahn mit Größenwahn und Ladykillers. Vor allem die Regisseure Basil Dearden und Alexander Mackendrick griffen immer wieder auf die Entwürfe Morahans zurück. Für seinen Entwurf zu Königsliebe wurde Morahan 1950 für den Oscar nominiert.
Ab Mitte der 1950er Jahre, mit seinem Wechsel zur EMI, verflachte sein Œuvre. Zu Jim Morahans besten Spätwerken gehören die burleske Fliegerkomödie Die tollkühnen Männer in ihren fliegenden Kisten und die atmosphärisch dichte Gruselgeschichte Der Hexenjäger, seine letzte Arbeit. James Morahan starb im dritten Quartal 1976.

## Filmografie (Auswahl)
als Filmarchitekt, wenn nicht anders angegeben
- 1946: Painted Boats
- 1947: Frieda
- 1948: Königsliebe (Saraband for Dead Lovers)
- 1948: Scotts letzte Fahrt (Scott of the Antarctic)
- 1948: Das Whisky-Schiff (Whisky Galore!)
- 1949: Die blaue Lampe (The Blue Lamp)
- 1949: Train of Events
- 1950: Frau im Netz (Cage of Gold)
- 1950: Unterwelt (Pool of London)
- 1951: Der Mann im weißen Anzug (The Man in the White Suit)
- 1951: His Excellency
- 1952: Die Bombe im U-Bahn-Schacht (The Gentle Gunman)
- 1952: Mandy
- 1952: Der große Atlantik (The Cruel Sea)
- 1953: Jim, der letzte Sieger (The Square Ring)
- 1953: Oller Kahn mit Größenwahn (The Maggie)
- 1953: Westlich Sansibar (West of Zanzibar)
- 1954: Lease of Life
- 1954: Out of the Clouds
- 1954: Sie waren 13 (The Night My Number Came Up)
- 1955: Ladykillers (The Ladykillers)
- 1956: Who Done It?
- 1956: Versuchsmaschine CB 5 (The Man in the Sky)
- 1957: Kostbare Bürde (The Shiralee)
- 1957: Dünkirchen (Dunkirk)
- 1959: Sie pfiff und die Kerle kuschten (The Challenge)
- 1959: Der Sommer der 17. Puppe (The Summer of the Seventeenth Doll)
- 1960: Sieben gegen die Hölle (The Long and the Short and the Tall)
- 1961: Mary Had a Little
- 1961: China-Story (Satan Never Sleeps)
- 1962: Fesseln der Seele (The Mind Benders)
- 1964: Die tollkühnen Männer in ihren fliegenden Kisten (Those Magnificent Men in their Flying Machines or How I Flew from London to Paris in 25 Hours 11 Minutes)
- 1966: Dutchman
- 1967: Battle Beneath the Earth
- 1968: Der Hexenjäger (Witchfinder General)